# يوكي أونيشي
يوكي أونيشي (باليابانية: 大西 勇輝) (30 يوليو 1996 في كيوتو في اليابان – )؛ هو لاعب كرة قدم ياباني سابق كان يلعب كمدافع.

## وصلات خارجية
- يوكي أونيشي على موقع رابطة كرة القدم اليابانية للمحترفين (اليابانية)
- يوكي أونيشي على موقع قاعدة بيانات كرة القدم.إي يو (الإنجليزية)
- يوكي أونيشي على موقع Soccerway.com (الإنجليزية)
- يوكي أونيشي على موقع عالم كرة القدم.نت (الإنجليزية)
- يوكي أونيشي على موقع كووورة